# Billy Talbot
Billy Talbot (Nueva York, Estados Unidos, 23 de octubre de 1943) es un músico y compositor estadounidense, reconocido por su trabajo como bajista del grupo Crazy Horse.

## Biografía
Talbot nació en Nueva York el 25 de noviembre de 1943. Al poco tiempo se trasladó a Nueva Jersey con su familia, donde comenzó a cantar en grupos vocales, y con 17 años a Los Ángeles (California). En Los Ángeles conoció a Ralph Molina, Danny Whitten y Benjamin Rocco, con quienes formó un grupo de doo-wop llamado Danny & The Memories. Tras moverse a San Francisco (California), el grupo pasó a llamarse The Rockets, con la incorporación de Leon y George Whitsell.
En 1967, el grupo conoció a Neil Young, por entonces miembro de Buffalo Springfield, y pasó a respaldar al músico a partir de la grabación de Everybody Knows This Is Nowhere bajo el nombre de Crazy Horse. Desde 1969, Talbot ha tocado como miembro de Crazy Horse en más de una veintena de trabajos de estudio, tanto en álbumes acreditados al grupo como respaldando a Young.
Talbot comenzó a tocar en solitario a partir de 1999 en pequeños locales. En 2004, formó The Billy Talbot Band con Matt Piucci, miembro de Crazy Horse durante la grabación de Left for Dead, Jeff Chase y Stephan Junca, y publicó su primer álbum, Alive in the Spirit World, en Sanctuary Records. Un segundo álbum, On the Road to Spearfish, fue publicado en 2013.
En 2014 formó Wolves, un nuevo proyecto musical con su compañero de Crazy Horse Ralph Molina, George Whitsell, antiguo miembro de The Rockets, y Ryan James Holzer, miembro de The Billy Talbot Band. El grupo publicó un EP homónimo en 2014.

## Discografía
| Con Neil Young - 1969: Everybody Knows This Is Nowhere - 1970: After the Gold Rush - 1975: Tonight's the Night - 1975: Zuma - 1977: American Stars 'N Bars - 1978: Comes a Time - 1979: Rust Never Sleeps - 1980: Live Rust - 1981: Re-ac-tor - 1982: Trans - 1987: Life - 1990: Ragged Glory - 1991: Weld - 1994: Sleeps with Angels - 1997: Broken Arrow - 1998: Year of the Horse - 2003: Greendale - 2012: Americana - 2012: Psychedelic Pill | Con Crazy Horse - 1971: Crazy Horse - 1972: Loose - 1972: At Crooked Lake - 1978: Crazy Moon - 1989: Left for Dead Con The Billy Talbot Band - 2004: Alive in the Spirit World - 2013: On the Road to Spearfish Con Wolves - 2014: Wolves (EP) |